# Julie Adams
Julie Adams (nascida Betty May Adams; Waterloo, 17 de outubro de 1926 – Los Angeles, 3 de fevereiro de 2019) foi uma atriz de cinema e televisão norte-americana, às vezes creditada como Julia Adams e Adams Betty.
Em 3 de fevereiro de 2019, Julie morreu em Los Angeles com 92 anos.

## Filmografia
| Ano       | Titulo                             | Papel            |
| --------- | ---------------------------------- | ---------------- |
| 1952      | E o sangue semeou a terra          | Laura Baile      |
| 1954      | O Monstro da Lagoa Negra           | Kay Lawrence     |
| 1959      | The Gunfight at Dodge City         | Pauline Howard   |
| 1964      | Kraft Suspense Theatre Temporada 2 | Ellen Yarnell    |
| 1974      | McQ - Um Detetive acima da Lei     | Elaine           |
| 1984      | Enquanto Existir Esperança         | Emma Hussey      |
| 1987-1992 | Assassinato por Escrito            | Eve Simpson      |
| 1996      | Diagnosis: Murder                  | Edie Fallon      |
| 1998      | Sliders                            | Maggie e Beckett |
| 1998      | Melrose Place                      | Mrs. Damarr      |
| 2005      | World Trade Center                 | Julia            |
| 2006      | Lost (3.ª temporada)               | Amelia           |
| 2006      | Cold Case                          | Dottie Mills     |
| 2007      | CSI: NY                            | Betty Willens    |
| 2011      | deus da Carnificina                | Secretaria       |
| 2012      | O Homem da Máfia                   | Maid             |